# ボリシェヴィキ

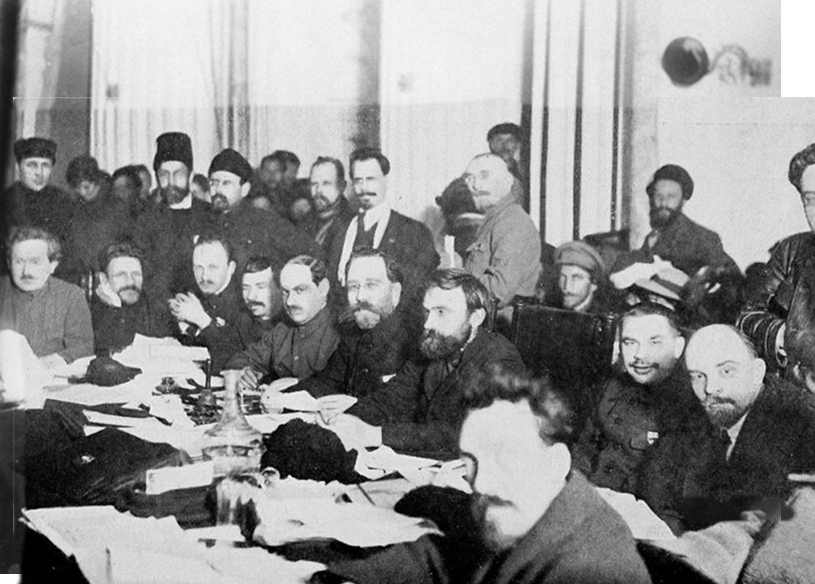
ボリシェヴィキの第9回党大会における常任幹部会の顔触れ（1920年）
着席の人物は左端からエヌキーゼ、カリーニン、ブハーリン、トムスキー、ラシェヴィチ、カーメネフ、プレオブラジェンスキー、セレブリャコフ、レーニン、ルイコフ

ボリシェヴィキの党章

ボリシェヴィキ（ロシア語: большевики́、bol'sheviki、「多数派」の意）は、ロシア社会民主労働党が分裂して形成された、ウラジーミル・レーニンが率いた左派の一派。1917年に起きた民主革命である二月革命後は社会主義革命とプロレタリア独裁を主張した。1917年10月（旧暦）には武装蜂起に成功し（十月革命）、ロシア臨時政府を転覆してソヴィエト政権を樹立した。憲法制定議会の選挙で社会革命党が議会第一党に選ばれると、第二党の立場で政策遂行の妨害を理由に国会解散させた。その後、国内でプロレタリア独裁体制を確立した。1918年に党名をロシア社会民主労働党から「ロシア共産党（ボリシェヴィキ）」と改め、さらに1925年には「全連邦共産党（ボリシェヴィキ）」、1952年には「ソビエト連邦共産党」と改称を繰り返した。
ボリシェビキ、ボルシェヴィキ、ボルシェビキとも呼称され、第二次世界大戦前の日本国内における刊行物等の資料では、ボルシエヴィキー、ボルシエヴィキなどの表記が用いられている。単数形はボリシェヴィク（большеви́к）。

## 概説
ボリシェヴィキはメンシェヴィキや社会革命党に比べ少数派であったが、人事と要職を握ったので「多数派」を名乗った。暴力革命を主張し、徹底した中央集権による組織統制が特徴である。その特徴は、そのまま後身であるソビエト連邦共産党へと引き継がれた。
もともとはロシア社会民主労働党左派の思想で、ドイツ社会民主党のような大衆政党を目指していたメンシェヴィキに対し、組織原則として少数精鋭主義的な職業革命家を中心とする中央集権型前衛党の指導のもとでの革命的な闘争によってプロレタリア独裁を目指し、労農同盟を打ち出してマルクス主義をロシアに適用させようとした。また、メンシェヴィキがロシアの革命はブルジョア革命であるとしたのに対して、ボリシェヴィキはブルジョア革命からプロレタリア革命への連続転化の理論を主張、ソビエト連邦に指導されるボリシェヴィズムはコミンテルンを中心にロシア型の運動論、組織論を展開する。
ロシア革命時には「パン・土地・平和」をスローガンとして掲げた。平和を求める大衆の意見を尊重すべきとのトロツキーの意見が反映されている。

## ボリシェヴィキとメンシェヴィキの誕生
1903年8月11日のロシア社会民主労働党の党大会での亀裂でボリシェヴィキとメンシェヴィキという用語がはじめて使われた。
ロシア社会民主労働党内部、特に機関紙『イスクラ』編集部では常に意見の不一致があった。レーニンの著作『なにをなすべきか?』（1902年）は独裁をおしつけるマニュアルだという批判に対してレーニンは不寛容な態度を示したため、一致した党の綱領を作ることになった。
レーニンはロシア社会民主労働党の党員に規律をしいる、高度に中央集権化された指導部の下、職業革命家のエリート集団としての党をのぞんだ。これに対して、ユーリー・マルトフは統制がゆるく、個々の党員はもっと発言力をもつ、緩やかで包容力のある党を望んでいた。レーニンが「党の綱領を受け入れ、物質的手段と、党の諸組織への個人的参加によって、綱領を支持する」という党員の条件を提示すると、マルトフはこれをあまりに権威主義的だと思い、「これは独裁じゃないか」と言った。レーニンは「その通り。ほかに方法はない」と答えた。マルトフは「「党の綱領を認め、物質的手段と、党の諸組織の一つの指導の下での、定期的な個人的支援によって、綱領を支援する」と修正案を提出し、投票は28対23でマルトフ案が勝利した。
しかしこのあともこまごまとした投票が続き、マルトフを支持していたグループの議員が5人退場し、ロシア社会民主同盟も退場した。レーニンはこの好機にとびつき、アクセリロート、ザスーリチ、ポトレソフの編集委員会からの解任の是非をとう投票をおこなった。これにレーニンは勝利し、自分の支持者をボリシンストヴォ（多数派）、反対派をメンシンストヴォ（少数派）となづけた。
大会は大騒動になり、互いに罵りあい、会場の空気は毒々しくなった。敵意の元凶は疑いもなくレーニンだった。レーニンは常に攻撃的で、代議員をなだめたり脅したり罵り、彼らの忠誠心がどの程度か書き留めていた。自分についてくるだろうと考えていたクルジジャノフスキー、クラーシン、ポトレソフらその他数人は、一部は後に戻ってきたが、反対陣営にまわった。レーニンは興奮し、口論そのものからエネルギーを得ているかのようだった。ある代議員が、互いに罵り合うのは同志に似つかわしないと述べると、レーニンは「自由で開けっぴろげな闘争」ですばらしい大会だったと答えた。
レーニンは、ボリシェヴィキとメンシェヴィキという用語の心理的な利点を理解していた。当時も、その後数年間は、実はメンシェヴィキの方が数は多く、多数派だったが、メンシェヴィキは戦術的に無能で、その名前を受け入れた。マルトフは品行方正で博学だったが、政治家としてはお粗末だった。その後、1917年のロシア革命（十月革命）においてボリシェヴィキは権力を掌握し、その後支配を強めていく中、メンシェヴィキは消滅していった。
当時、ボリシェヴィキは問題にならならいほど少数で、1904年12月のリトヴィノフの報告でも、ロシア国内でボリシェヴィキはほとんど誰からも支持されていないと述べており、1905年の革命時にも、ロシア国内のボリシェヴィキは215人で、うち109人は学生だった。

## ボリシェヴィズム
ボリシェヴィキの思想的、政治的立場はボリシェヴィズム・ボリシェビズムと呼ばれる。正確には異なるものであるが、広義においては共産主義やマルクス主義、レーニン主義と同義として扱われることがある。
遡って見た場合、ボリシェヴィキの思想的位置付けは、1860年代にロシアで活動したインテリゲンツィアの傾向である、唯物論的、功利主義的、実証主義的思考を基礎とした実践重視の価値観を源流に持つとされる。

## オールド・ボリシェヴィキ
1917年の十月革命以前から活動していた者は特にオールド・ボリシェヴィキと呼ばれる。

## その他の用法
ドイツではボルシェヴィズムス（Bolschewismus）は第一義的にロシアの共産主義者を指し、帝政ドイツからナチス時代には、ドイツの社会民主主義よりさらに急進的な「過激派」という意味でも用いられた。
日本でボリシェヴィキを過激派と和訳したこともあった。また、学生運動において、自らをボルシェヴィキと称した者がいた。

### 蔑称としての使用
「ボーロ」という言葉は、ロシア内戦中の赤軍に対抗して介入した北ロシア遠征部隊のイギリス軍人によって、ボリシェヴィキを指す蔑称として使われた。アドルフ・ヒトラーやヨーゼフ・ゲッベルスなどのナチスの指導者たちも、コミンテルンによって調整された世界的な政治運動を指す際にこの言葉を使っていた。
冷戦中のイギリスでは、労働組合指導者や他の左派の人々が時折、Bolshie（ボルシー）と揶揄した。この使用法は、アメリカ合衆国における「コミー」、「レッド」、「ピンコ」に相当する。後にボルシーは、反抗的で攻撃的または乱暴な人々を指す俗語としても使われるようになった。